# Jonathan Osorio
Jonathan Osorio (Toronto, 12 giugno 1992) è un calciatore canadese, centrocampista del Toronto FC e della nazionale canadese.

## Biografia
È di origini colombiane, poiché suo padre è nato a Cali, mentre sua madre a Medellín. All'età di sette anni, lasciò la natia Toronto per trasferirsi a Brampton con la sua famiglia.  I fratelli minori di Osorio, Anthony e Nicholas, hanno giocato in passato per il Toronto FC II.

## Carriera

### Club

#### Gli inizi
Dall'età di quattro anni, Osorio giocò nella Toronto Futsal League. A dodici anni, cominciò a giocare nella squadra locale di Brampton. Sempre in giovane età, praticò il baseball, oltre al calcio.

#### Toronto
A settembre 2012, comincia ad allenarsi con le giovanili del Toronto. Prima dell'inizio del campionato 2013, viene aggregato alla prima squadra. Esordisce nella Major League Soccer il 9 marzo 2013, sostituendo Terry Dunfield nella vittoria per 2-1 sullo Sporting Kansas City. Il 30 marzo mette a segno la prima rete, in occasione del pareggio per 2-2 contro il Los Angeles Galaxy. Il 27 aprile realizza una rete nella sconfitta per 1-2 contro i New York Red Bulls, marcatura che viene premiata con il titolo di gol della settimana.
Nel 2017 gioca, tra stagione regolare e playoff, 32 partite condite da due reti, aiutando così la propria squadra a conquistare per la prima volta nella storia di un club canadese la vittoria del MLS Supporters' Shield e della MLS Cup, primo Club in assoluto a riuscirci nello stesso anno.
L'8 marzo 2018 segna all'89º minuto la rete del 2-1 nella gara di andata dei quarti di finale di Champions League contro il Tigres UANL, mentre nella gara di ritorno della semifinale segna l'1-0 contro l'América al 12º minuto.

### Nazionale
Osorio è stato convocato per il campionato nordamericano Under-20 2011. Il 28 maggio debutta invece nella nazionale canadese, sostituendo Samuel Piette nella sconfitta per 0-1 contro la Costa Rica. Viene poi convocato per la Gold Cup 2013.

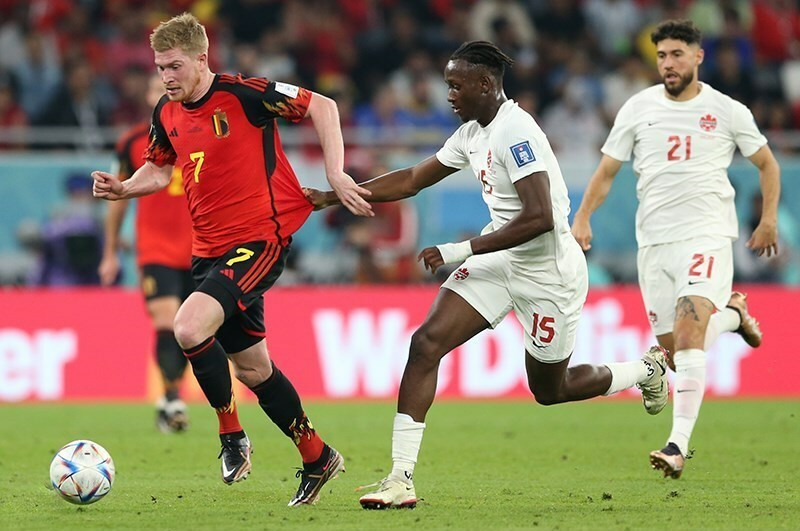
Osario (a destra) al Mondiale in Qatar

Il 23 maggio 2013, Osorio è stato convocato per la prima volta nella Nazionale di calcio del Canada per un'amichevole che si sarebbe giocata la settimana successiva contro la Nazionale di calcio della Costa Rica. Osorio ha fatto il suo debutto internazionale il 28 maggio 2013, subentrando nel secondo tempo al posto di Samuel Piette nella sconfitta per 1-0 contro la Costa Rica allo Stadio del Commonwealth. Il 27 giugno 2013, Osorio è stato inserito nella lista dei 23 giocatori confermati per la squadra del Canada di Colin Miller per la CONCACAF Gold Cup 2013. Ha rappresentato il Canada anche alla CONCACAF Gold Cup 2015, dove il Canada è stato eliminato nella fase a gironi. Nel corso del torneo lui colleziona una sola presenza, durante la terza partita della fase a gironi contro l'Honduras al Toyota Stadium.
Osorio ha segnato il suo primo gol per il Canada contro Nazionale di calcio di Bermuda in un'amichevole il 22 gennaio 2017. Il 27 giugno 2017, Osorio è stato convocato per la squadra del Canada per la CONCACAF Gold Cup 2017. Osorio è stato convocato per la quarta volta alla Gold Cup il 30 maggio 2019, in vista dell'edizione 2019. Nel luglio 2021, Osorio è stato convocato per la squadra del Canada per la CONCACAF Gold Cup 2021.
Il 7 ottobre 2021, durante una partita di qualificazione per il Qualificazioni al campionato mondiale di calcio 2022 - CONCACAF - terza fase, Osorio ha segnato un gol contro il Nazionale di calcio del Messico nel pareggio per 1-1. Il gol è stato il primo che il Canada ha segnato contro il Messico all'Estadio Azteca dal 1980. Nel novembre 2022, Osorio è stato convocato per la squadra del Canada composta da 26 giocatori per il Mondiale 2022. Ha giocato tutte e tre le partite del Canada nel torneo, prima che la squadra venisse eliminata nella fase a gironi.
Nel giugno 2023, Osorio è stato convocato per la squadra del Canada composta da 23 giocatori per le 2023 CONCACAF Nations League Finals. Il 19 giugno è stato convocato per la squadra per la CONCACAF Gold Cup 2023.

## Statistiche

### Presenze e reti nei club
Statistiche aggiornate al 5 ottobre 2024.
| Stagione        | Club            | Campionato      | Campionato | Campionato | Coppe nazionali | Coppe nazionali | Coppe nazionali | Coppe continentali | Coppe continentali | Coppe continentali | Supercoppe | Supercoppe | Supercoppe | Totale | Totale |
| Stagione        | Club            | Comp            | Pres       | Reti       | Comp            | Pres            | Reti            | Comp               | Pres               | Reti               | Comp       | Pres       | Reti       | Pres   | Reti   |
| --------------- | --------------- | --------------- | ---------- | ---------- | --------------- | --------------- | --------------- | ------------------ | ------------------ | ------------------ | ---------- | ---------- | ---------- | ------ | ------ |
| 2013            | Toronto         | MLS             | 28         | 5          | CC              | 2               | 0               | -                  | -                  | -                  | -          | -          | -          | 30     | 5      |
| 2014            | Toronto         | MLS             | 27         | 3          | CC              | 2               | 0               | -                  | -                  | -                  | -          | -          | -          | 29     | 3      |
| 2015            | Toronto         | MLS             | 29+1       | 1          | CC              | 2               | 0               | -                  | -                  | -                  | -          | -          | -          | 32     | 1      |
| 2016            | Toronto         | MLS             | 30+6       | 2+2        | CC              | 4               | 2               | -                  | -                  | -                  | -          | -          | -          | 40     | 6      |
| 2017            | Toronto         | MLS             | 27+5       | 2          | CC              | 4               | 0               | -                  | -                  | -                  | -          | -          | -          | 36     | 2      |
| 2018            | Toronto         | MLS             | 30         | 10         | CC              | 4               | 3               | CCL                | 8                  | 4                  | CC         | 1          | 0          | 43     | 17     |
| 2019            | Toronto         | MLS             | 24+4       | 5+2        | CC              | 4               | 0               | CCL                | 2                  | 0                  | -          | -          | -          | 34     | 7      |
| 2020            | Toronto         | MLS             | 17+1       | 1          | CC              | -               | -               | -                  | -                  | -                  | MiB        | 1          | 0          | 19     | 1      |
| 2021            | Toronto         | MLS             | 24         | 4          | CC              | 3               | 1               | CCL                | 2                  | 1                  | -          | -          | -          | 29     | 6      |
| 2022            | Toronto         | MLS             | 23         | 9          | CC              | 3               | 1               | -                  | -                  | -                  | -          | -          | -          | 26     | 10     |
| 2023            | Toronto         | MLS             | 21         | 4          | CC              | 0               | 0               | -                  | -                  | -                  | LC         | 2          | 0          | 23     | 4      |
| 2024            | Toronto         | MLS             | 22         | 2          | CC              | 4               | 1               | -                  | -                  | -                  | LC         | 3          | 0          | 29     | 3      |
| Totale carriera | Totale carriera | Totale carriera | 319        | 52         |                 | 32              | 8               |                    | 12                 | 5                  |            | 7          | 0          | 370    | 65     |

### Cronologia presenze e reti in nazionale
| Cronologia completa delle presenze e delle reti in nazionale ― Canada | Cronologia completa delle presenze e delle reti in nazionale ― Canada | Cronologia completa delle presenze e delle reti in nazionale ― Canada | Cronologia completa delle presenze e delle reti in nazionale ― Canada | Cronologia completa delle presenze e delle reti in nazionale ― Canada | Cronologia completa delle presenze e delle reti in nazionale ― Canada | Cronologia completa delle presenze e delle reti in nazionale ― Canada | Cronologia completa delle presenze e delle reti in nazionale ― Canada |
| Data                                                                  | Città                                                                 | In casa                                                               | Risultato                                                             | Ospiti                                                                | Competizione                                                          | Reti                                                                  | Note                                                                  |
| --------------------------------------------------------------------- | --------------------------------------------------------------------- | --------------------------------------------------------------------- | --------------------------------------------------------------------- | --------------------------------------------------------------------- | --------------------------------------------------------------------- | --------------------------------------------------------------------- | --------------------------------------------------------------------- |
| 28-5-2013                                                             | Edmonton                                                              | Canada                                                                | 0 – 1                                                                 | Costa Rica                                                            | Amichevole                                                            | -                                                                     |                                                                       |
| 7-7-2013                                                              | Los Angeles                                                           | Canada                                                                | 0 – 1                                                                 | Martinica                                                             | Gold Cup 2013 - 1º turno                                              | -                                                                     | 86’                                                                   |
| 12-7-2013                                                             | Seattle                                                               | Messico                                                               | 2 – 0                                                                 | Canada                                                                | Gold Cup 2013 - 1º turno                                              | -                                                                     |                                                                       |
| 14-7-2013                                                             | Colorado                                                              | Canada                                                                | 0 – 0                                                                 | Panama                                                                | Gold Cup 2013 - 1º turno                                              | -                                                                     |                                                                       |
| 8-9-2013                                                              | Oliva                                                                 | Mauritania                                                            | 0 – 0                                                                 | Canada                                                                | Amichevole                                                            | -                                                                     | 65’                                                                   |
| 15-10-2013                                                            | Fulham                                                                | Canada                                                                | 0 – 3                                                                 | Australia                                                             | Amichevole                                                            | -                                                                     | 46’                                                                   |
| 15-11-2013                                                            | Olomouc                                                               | Rep. Ceca                                                             | 2 – 0                                                                 | Canada                                                                | Amichevole                                                            | -                                                                     | 61’                                                                   |
| 19-11-2013                                                            | Celje                                                                 | Slovenia                                                              | 1 – 0                                                                 | Canada                                                                | Amichevole                                                            | -                                                                     | 68’                                                                   |
| 18-11-2014                                                            | Panama                                                                | Panama                                                                | 0 – 0                                                                 | Canada                                                                | Amichevole                                                            | -                                                                     | 62’                                                                   |
| 16-1-2015                                                             | Orlando                                                               | Canada                                                                | 1 – 2                                                                 | Islanda                                                               | Amichevole                                                            | -                                                                     | 46’                                                                   |
| 17-6-2015                                                             | Toronto FC                                                            | Canada                                                                | 4 – 0                                                                 | Rep. Dominicana                                                       | Qual. Mondiali 2018                                                   | -                                                                     |                                                                       |
| 9-7-2015                                                              | Los Angeles                                                           | Canada                                                                | 0 – 0                                                                 | El Salvador                                                           | Gold Cup 2015 - 1º turno                                              | -                                                                     | 86’                                                                   |
| 15-7-2015                                                             | Toronto FC                                                            | Canada                                                                | 0 – 0                                                                 | Costa Rica                                                            | Gold Cup 2015 - 1º turno                                              | -                                                                     | 69’                                                                   |
| 6-10-2016                                                             | Marrakech                                                             | Canada                                                                | 4 – 0                                                                 | Mauritania                                                            | Amichevole                                                            | -                                                                     | 49’ 75’                                                               |
| 11-10-2016                                                            | Marrakech                                                             | Marocco                                                               | 4 – 0                                                                 | Canada                                                                | Amichevole                                                            | -                                                                     |                                                                       |
| 22-1-2017                                                             | Devonshire                                                            | Bermuda                                                               | 2 – 4                                                                 | Canada                                                                | Amichevole                                                            | 1                                                                     |                                                                       |
| 14-7-2017                                                             | Frisco                                                                | Canada                                                                | 0 – 0                                                                 | Honduras                                                              | Gold Cup 2017 - 1º turno                                              | -                                                                     | 65’ 69’                                                               |
| 3-9-2017                                                              | Toronto FC                                                            | Canada                                                                | 2 – 0                                                                 | Giamaica                                                              | Amichevole                                                            | 1                                                                     |                                                                       |
| 8-10-2017                                                             | Houston                                                               | Canada                                                                | 0 – 1                                                                 | El Salvador                                                           | Amichevole                                                            | -                                                                     | 53’                                                                   |
| 24-3-2018                                                             | San Pedro del Pinatar                                                 | Canada                                                                | 1 – 0                                                                 | Nuova Zelanda                                                         | Amichevole                                                            | -                                                                     |                                                                       |
| 9-9-2018                                                              | Bradenton                                                             | Isole Vergini Americane                                               | 0 – 8                                                                 | Canada                                                                | CONCACAF Nations League 2019-2020 - 1º turno                          | 1                                                                     |                                                                       |
| 16-10-2018                                                            | Toronto FC                                                            | Canada                                                                | 5 – 0                                                                 | Dominica                                                              | CONCACAF Nations League 2019-2020 - 1º turno                          | -                                                                     |                                                                       |
| 24-3-2019                                                             | Vancouver                                                             | Canada                                                                | 4 – 1                                                                 | Guyana francese                                                       | CONCACAF Nations League 2019-2020 - 1º turno                          | -                                                                     | 60’                                                                   |
| 10-6-2019                                                             | Fullerton                                                             | Trinidad e Tobago                                                     | 0 – 2                                                                 | Canada                                                                | Amichevole                                                            | -                                                                     |                                                                       |
| 16-6-2019                                                             | Pasadena                                                              | Canada                                                                | 4 – 0                                                                 | Martinica                                                             | Gold Cup 2019 - 1º turno                                              | -                                                                     |                                                                       |
| 19-6-2019                                                             | Denver                                                                | Messico                                                               | 3 – 1                                                                 | Canada                                                                | Gold Cup 2019 - 1º turno                                              | -                                                                     | 60’                                                                   |
| 23-6-2019                                                             | Charlotte                                                             | Canada                                                                | 7 – 0                                                                 | Cuba                                                                  | Gold Cup 2019 - 1º turno                                              | -                                                                     |                                                                       |
| 29-6-2019                                                             | Houston                                                               | Haiti                                                                 | 3 – 2                                                                 | Canada                                                                | Gold Cup 2019 - Quarti di finale                                      | -                                                                     | 64’                                                                   |
| 7-9-2019                                                              | Toronto FC                                                            | Canada                                                                | 6 – 0                                                                 | Cuba                                                                  | CONCACAF Nations League 2019-2020 - 2º turno                          | 1                                                                     |                                                                       |
| 10-9-2019                                                             | George Town                                                           | Cuba                                                                  | 0 – 1                                                                 | Canada                                                                | CONCACAF Nations League 2019-2020 - 2º turno                          | -                                                                     | 52’                                                                   |
| 16-10-2019                                                            | Toronto FC                                                            | Canada                                                                | 2 – 0                                                                 | Stati Uniti                                                           | CONCACAF Nations League 2019-2020 - 2º turno                          | -                                                                     |                                                                       |
| 15-11-2019                                                            | Orlando                                                               | Stati Uniti                                                           | 4 – 1                                                                 | Canada                                                                | CONCACAF Nations League 2019-2020 - 2º turno                          | -                                                                     |                                                                       |
| 8-1-2020                                                              | Irvine                                                                | Canada                                                                | 4 – 1                                                                 | Barbados                                                              | Amichevole                                                            | 1                                                                     | 57’                                                                   |
| 11-1-2020                                                             | Irvine                                                                | Barbados                                                              | 1 – 4                                                                 | Canada                                                                | Amichevole                                                            | 1                                                                     | 69’                                                                   |
| 15-1-2020                                                             | Irvine                                                                | Canada                                                                | 0 – 1                                                                 | Islanda                                                               | Amichevole                                                            | -                                                                     |                                                                       |
| 8-6-2021                                                              | Bridgeview                                                            | Canada                                                                | 4 – 0                                                                 | Suriname                                                              | Qual. Mondiali 2022                                                   | -                                                                     | 66’                                                                   |
| 12-6-2021                                                             | Port-au-Prince                                                        | Haiti                                                                 | 0 – 1                                                                 | Canada                                                                | Qual. Mondiali 2022                                                   | -                                                                     |                                                                       |
| 15-6-2021                                                             | Bridgeview                                                            | Canada                                                                | 3 – 0                                                                 | Haiti                                                                 | Qual. Mondiali 2022                                                   | -                                                                     | 64’                                                                   |
| 11-7-2021                                                             | Kansas City                                                           | Canada                                                                | 4 – 1                                                                 | Martinica                                                             | Gold Cup 2021 - 1º turno                                              | 1                                                                     |                                                                       |
| 15-7-2021                                                             | Kansas City                                                           | Haiti                                                                 | 1 – 4                                                                 | Canada                                                                | Gold Cup 2021 - 1º turno                                              | -                                                                     | 63’                                                                   |
| 18-7-2021                                                             | Kansas City                                                           | Stati Uniti                                                           | 1 – 0                                                                 | Canada                                                                | Gold Cup 2021 - 1º turno                                              | -                                                                     | 24’                                                                   |
| 24-7-2021                                                             | Arlington                                                             | Costa Rica                                                            | 0 – 2                                                                 | Canada                                                                | Gold Cup 2021 - Quarti di finale                                      | -                                                                     |                                                                       |
| 29-7-2021                                                             | Houston                                                               | Messico                                                               | 2 – 1                                                                 | Canada                                                                | Gold Cup 2021 - Semifinale                                            | -                                                                     |                                                                       |
| 5-9-2021                                                              | Nashville                                                             | Stati Uniti                                                           | 1 – 1                                                                 | Canada                                                                | Qual. Mondiali 2022                                                   | -                                                                     | 44’                                                                   |
| 8-9-2021                                                              | Toronto                                                               | Canada                                                                | 3 – 0                                                                 | El Salvador                                                           | Qual. Mondiali 2022                                                   | -                                                                     |                                                                       |
| 7-10-2021                                                             | Città del Messico                                                     | Messico                                                               | 1 – 1                                                                 | Canada                                                                | Qual. Mondiali 2022                                                   | 1                                                                     | 71’                                                                   |
| 10-10-2021                                                            | Kingston                                                              | Giamaica                                                              | 0 – 0                                                                 | Canada                                                                | Qual. Mondiali 2022                                                   | -                                                                     |                                                                       |
| 13-10-2021                                                            | Toronto                                                               | Canada                                                                | 4 – 1                                                                 | Panama                                                                | Qual. Mondiali 2022                                                   | -                                                                     | 81’                                                                   |
| 12-11-2021                                                            | Edmonton                                                              | Canada                                                                | 1 – 0                                                                 | Costa Rica                                                            | Qual. Mondiali 2022                                                   | -                                                                     | 83’                                                                   |
| 16-11-2021                                                            | Edmonton                                                              | Canada                                                                | 2 – 1                                                                 | Messico                                                               | Qual. Mondiali 2022                                                   | -                                                                     | 88’                                                                   |
| 27-1-2022                                                             | San Pedro Sula                                                        | Honduras                                                              | 0 – 2                                                                 | Canada                                                                | Qual. Mondiali 2022                                                   | -                                                                     | 60’                                                                   |
| 30-1-2022                                                             | Hamilton                                                              | Canada                                                                | 2 – 0                                                                 | Stati Uniti                                                           | Qual. Mondiali 2022                                                   | -                                                                     |                                                                       |
| 2-2-2022                                                              | San Salvador                                                          | El Salvador                                                           | 0 – 2                                                                 | Canada                                                                | Qual. Mondiali 2022                                                   | -                                                                     | 57’                                                                   |
| 24-3-2022                                                             | San José                                                              | Costa Rica                                                            | 1 – 0                                                                 | Canada                                                                | Qual. Mondiali 2022                                                   | -                                                                     | 80’                                                                   |
| 27-3-2022                                                             | Toronto                                                               | Canada                                                                | 4 – 0                                                                 | Giamaica                                                              | Qual. Mondiali 2022                                                   | -                                                                     | 76’                                                                   |
| 30-3-2022                                                             | Panama                                                                | Panama                                                                | 1 – 0                                                                 | Canada                                                                | Qual. Mondiali 2022                                                   | -                                                                     | 46’ 89’                                                               |
| 11-11-2022                                                            | Manama                                                                | Bahrein                                                               | 2 – 2                                                                 | Canada                                                                | Amichevole                                                            | 1                                                                     |                                                                       |
| 17-11-2022                                                            | Dubai                                                                 | Giappone                                                              | 1 – 2                                                                 | Canada                                                                | Amichevole                                                            | -                                                                     | 60’                                                                   |
| 23-11-2022                                                            | Al Rayyan                                                             | Belgio                                                                | 1 – 0                                                                 | Canada                                                                | Mondiali 2022 - 1º turno                                              | -                                                                     | 81’                                                                   |
| 27-11-2022                                                            | Al Rayyan                                                             | Croazia                                                               | 4 – 1                                                                 | Canada                                                                | Mondiali 2022 - 1º turno                                              | -                                                                     | 46’                                                                   |
| 1-12-2022                                                             | Doha                                                                  | Canada                                                                | 1 – 2                                                                 | Marocco                                                               | Mondiali 2022 - 1º turno                                              | -                                                                     | 26’ 65’                                                               |
| 25-3-2023                                                             | Willemstad                                                            | Curaçao                                                               | 0 – 2                                                                 | Canada                                                                | CONCACAF Nations League 2022-2023 - 1º turno                          | -                                                                     |                                                                       |
| 28-3-2023                                                             | Toronto                                                               | Canada                                                                | 4 – 1                                                                 | Honduras                                                              | CONCACAF Nations League 2022-2023 - 1º turno                          | 1                                                                     |                                                                       |
| 15-6-2023                                                             | Paradise                                                              | Panama                                                                | 0 – 2                                                                 | Canada                                                                | CONCACAF Nations League 2022-2023 - Semifinale                        | -                                                                     | 62’                                                                   |
| 18-6-2023                                                             | Paradise                                                              | Canada                                                                | 0 – 2                                                                 | Stati Uniti                                                           | CONCACAF Nations League 2022-2023 - Finale                            | -                                                                     | 61’                                                                   |
| 27-6-2023                                                             | Toronto                                                               | Canada                                                                | 2 – 2                                                                 | Guadalupa                                                             | Gold Cup 2023 - 1º turno                                              | -                                                                     |                                                                       |
| 1-7-2023                                                              | Houston                                                               | Guatemala                                                             | 0 – 0                                                                 | Canada                                                                | Gold Cup 2023 - 1º turno                                              | -                                                                     |                                                                       |
| 4-7-2023                                                              | Toronto                                                               | Canada                                                                | 4 – 2                                                                 | Cuba                                                                  | Gold Cup 2023 - 1º turno                                              | 1                                                                     |                                                                       |
| 9-7-2023                                                              | Cincinnati                                                            | Stati Uniti                                                           | 2 – 2 dts (3 – 2 dtr)                                                 | Canada                                                                | Gold Cup 2023 - Quarti di finale                                      | -                                                                     | 62’                                                                   |
| 13-10-2023                                                            | Niigata                                                               | Giappone                                                              | 4 – 1                                                                 | Canada                                                                | Amichevole                                                            | -                                                                     | 62’                                                                   |
| 18-11-2023                                                            | Kingston                                                              | Giamaica                                                              | 1 – 2                                                                 | Canada                                                                | CONCACAF Nations League 2023-2024 - Quarti di finale                  | -                                                                     | 71’                                                                   |
| 21-11-2023                                                            | Toronto                                                               | Canada                                                                | 2 – 3                                                                 | Giamaica                                                              | CONCACAF Nations League 2023-2024 - Quarti di finale                  | -                                                                     | 74’                                                                   |
| 9-6-2024                                                              | Bordeaux                                                              | Francia                                                               | 0 – 0                                                                 | Canada                                                                | Amichevole                                                            | -                                                                     | 71’                                                                   |
| 20-6-2024                                                             | Atlanta                                                               | Argentina                                                             | 2 – 0                                                                 | Canada                                                                | Coppa America 2024 - 1º turno                                         | -                                                                     | 85’                                                                   |
| 25-6-2024                                                             | Kansas City                                                           | Perù                                                                  | 0 – 1                                                                 | Canada                                                                | Coppa America 2024 - 1º turno                                         | -                                                                     | 46’                                                                   |
| 29-6-2024                                                             | Orlando                                                               | Canada                                                                | 0 – 0                                                                 | Cile                                                                  | Coppa America 2024 - 1º turno                                         | -                                                                     |                                                                       |
| 5-7-2024                                                              | Arlington                                                             | Venezuela                                                             | 1 – 1 (3 – 4 dtr)                                                     | Canada                                                                | Coppa America 2024 - Quarti di finale                                 | -                                                                     | 81’                                                                   |
| 9-7-2024                                                              | East Rutherford                                                       | Argentina                                                             | 2 – 0                                                                 | Canada                                                                | Coppa America 2024 - Semifinale                                       | -                                                                     | 71’                                                                   |
| 13-7-2024                                                             | Charlotte                                                             | Canada                                                                | 2 – 2 (3 – 4 dtr)                                                     | Uruguay                                                               | Coppa America 2024 - Finale 3º posto                                  | -                                                                     | 77’                                                                   |
| 7-9-2024                                                              | Kansas City                                                           | Stati Uniti                                                           | 1 – 2                                                                 | Canada                                                                | Amichevole                                                            | -                                                                     | 67’                                                                   |
| 10-9-2024                                                             | Arlington                                                             | Messico                                                               | 0 – 0                                                                 | Canada                                                                | Amichevole                                                            | -                                                                     |                                                                       |
| 15-10-2024                                                            | Toronto                                                               | Canada                                                                | 2 – 1                                                                 | Panama                                                                | Amichevole                                                            | -                                                                     | 66’                                                                   |
| 15-11-2024                                                            | Paramaribo                                                            | Suriname                                                              | 0 – 1                                                                 | Canada                                                                | CONCACAF Nations League 2024-2025 - Quarti di finale                  | -                                                                     | 61’ 90+4’                                                             |
| 20-3-2025                                                             | Inglewood                                                             | Canada                                                                | 0 – 2                                                                 | Messico                                                               | CONCACAF Nations League 2024-2025 - Semifinale                        | -                                                                     | 60’                                                                   |
| 23-3-2025                                                             | Inglewood                                                             | Canada                                                                | 2 – 1                                                                 | Stati Uniti                                                           | CONCACAF Nations League 2024-2025 - Finale 3º posto                   | -                                                                     | 87’                                                                   |
| 10-6-2025                                                             | Toronto                                                               | Canada                                                                | 0 – 0 (4 – 5 dtr)                                                     | Costa d'Avorio                                                        | Amichevole                                                            | -                                                                     | 62’                                                                   |
| Totale                                                                |                                                                       | Presenze (3º posto)                                                   | 86                                                                    |                                                                       | Reti                                                                  | 9                                                                     |                                                                       |

## Palmarès

### Club
- Canadian Championship: 4

Toronto: 2016, 2017, 2018, 2020
- MLS Supporters' Shield: 1

Toronto: 2017
- Campionato MLS: 1

Toronto: 2017

### Imdividuale
- Capocannoniere della CONCACAF Champions League: 1

2018 (4 gol)
- Squadra della stagione della CONCACAF Champions League: 1

2018
- George Gross Memorial Trophy: 1

2018
- Capocannoniere del Canadian Championship: 1

2018 (3 reti)